# Amelie Bea Smith
Amelie Bea Smith (* 2011 in England) ist eine britische Kinderdarstellerin.

## Leben und Karriere
Smith wurde im Jahr 2011 in England geboren. Sie besuchte die Mark Jermin Stage School. Ihr Debüt gab sie 2017 in der Fernsehserie EastEnders. 2020 übernahm sie ab der sechsten Staffel die Stimme von der gleichnamigen Zeichentrickserie Peppa Wutz. Anschließend bekam sie in Spuk in Bly Manor eine Hauptrolle. Smith hatte 2021 eine Nebenrolle als Eva in der Serie Hollington Drive, für das sie für einen National Film Award nominiert wurde.
Außerdem setzte Smith 2021 ihre Karriere in Hollington Drive fort. 2022 trat sie in einer Folge in den Serien After Life und Call the Midwife – Ruf des Lebens auf. Im selben Jahr wurde sie für die Serie The Midwich Cuckoos gecastet.

## Filmografie
Serien
- 2017–2019: EastEnders
- seit 2020: Peppa Wutz (Peppa Pig)
- 2020: Spuk in Bly Manor (The Haunting of Bly Manor)
- 2021: Hollington Drive
- 2022: After Life
- 2022: Call the Midwife – Ruf des Lebens (Call the Midwife)
- 2022: Anatomie eines Skandals (Anatomy of a Scandal)
- 2022: The Midwich Cuckoos